# 에이쇼 (센고쿠 시대)
에이쇼(일본어: 永正, えいしょう)는 일본의 연호(元号) 중 하나이다.
- 전후 : 분키(文亀) 이후 - 다이에이(大永) 이전.
- 시기 : 1504년 ~ 1520년
- 천황 : 고카시와바라 천황
- 쇼군 : 무로마치 막부의 아시카가 노부즈미, 요시타네

## 개원(改元)
- 분키 4년 2월 30일(율리우스력 1504년 3월 16일), 갑자혁령에 해당했기 때문에 개원.
- 에이쇼 18년 8월 23일(율리우스력 1521년 9월 23일), 다이에이로 개원된다.

## 출전
『주역위(周易緯)』의 「永正其道、咸受吉化」.

## 에이쇼 시기에 일어난 일
- 2년
  - 노다 성이 축성되다.
- 8년
  - 8월 24일 : 후나오카야마 전투. 호소카와 마사카타의 교토 진공에 겁먹고 단바로 도망친 전 쇼군・아시카가 요시타네가 오우치 요시오키의 원조를 받아, 야마시로의 후나오카야마에 진을 친 마사카타를 깨고 입경(入京)하다.
- 9년
  - 다마나와 성이 축성되다.
  - 일본 최초로 매독 환자가 출현하다.

## 서력과의 대조표
| 에이쇼 | 원년   | 2년    | 3년    | 4년    | 5년    | 6년    | 7년    | 8년    | 9년    | 10년   | 11년   | 12년   | 13년   | 14년   | 15년   | 16년   | 17년   | 18년   |
| ------ | ------ | ------ | ------ | ------ | ------ | ------ | ------ | ------ | ------ | ------ | ------ | ------ | ------ | ------ | ------ | ------ | ------ | ------ |
| 서력   | 1504년 | 1505년 | 1506년 | 1507년 | 1508년 | 1509년 | 1510년 | 1511년 | 1512년 | 1513년 | 1514년 | 1515년 | 1516년 | 1517년 | 1518년 | 1519년 | 1520년 | 1521년 |
| 간지   | 갑자   | 을축   | 병인   | 정묘   | 무진   | 기사   | 경오   | 신미   | 임신   | 계유   | 갑술   | 을해   | 병자   | 정축   | 무인   | 기묘   | 경진   | 신사   |

## 같이 보기
- 일본의 연호 일람

| 이전 분키 | 일본의 연호 1504년 ~ 1521년 | 다음 다이에이 |